# Macroscepis yucatanensis
Macroscepis yucatanensis är en oleanderväxtart som beskrevs av Morillo. Macroscepis yucatanensis ingår i släktet Macroscepis och familjen oleanderväxter. Inga underarter finns listade i Catalogue of Life.